# Sima Zhou
En aquest nom xinès, el cognom és Sima (司馬).
Sima Zhou (227-283 EC) va ser un oficial administratiu de Cao Wei durant el període dels Tres Regnes de la història xinesa. Sima Zhou era el sisè fill de Sima Yi. Sima Zhou hi va ser conegut entre la gent de Wei com el "General del Foc". Durant la campanya de Wei en contra l'estat de Wu Oriental, Sima es congregà amb 50.000 tropes, juntament amb la col·laboració de Wang Jun, i va forçar a Wu a rendir-se.